# Джузеппе Ріцці
Джузеппе Ріцці (італ. Giuseppe Rizzi, 20 січня 1886, Верона — 29 червня 1960, Мілан) — італійський футболіст, що грав на позиціях захисника і півзахисника, зокрема за «Мілан», у складі якого ставав чемпіоном Італії. Учасник першої офіційної гри національної збірної Італії.

## Клубна кар'єра
У дорослому футболі дебютував 1900 року виступами за команду «Медіоланум». 
Згодом протягом 1902–1906 років грав за  «Мілан», в сезоні 1906 року допоміг команді виграти національну першість.
Протягом 1909—1910 років захищав кольори клубу «Аузонія», у 1911 ще на два сезони повернувся до «Мілана».
Завершував ігрову кар'єру в іншій міланській команді, «Інтернаціонале», до якої прийшов 1914 року, встигнувши відіграти один сезон до переривання футбольних змагань в Італії через Першу світову війну.

## Виступи за збірну
15 травня 1910 року був включений до складу національної збірної Італії на її перший в історії офіційний матч — товариську гру проти збірної Франції. Став автором одного з голів італійців у цій грі, яка завершилася їх перемогою з рахунком 6:2.
За 11 днів відіграв у своєму другому матчі за національну команду, в якому вона поступилася з рахунком 1:6 збірній Угорщини, що відповідно стало першою поразкою в історії італійської футбольної збірної. У цій грі також відзначився, ставши автором єдиного гола італійців.
Загалом провів ще по одному матчу за збірну у 1911 і 1913 роках, в яких забитими голами вже не відзначався.
Помер 29 червня 1960 року на 75-му році життя у місті Мілан.
| Дата      | Місто    | Господарі | Результат | Гості   | Турнір           | Голи | Примітки |
| --------- | -------- | --------- | --------- | ------- | ---------------- | ---- | -------- |
| 15-5-1910 | Мілан    | Італія    | 6 – 2     | Франція | товариський матч | 1    |          |
| 26-5-1910 | Будапешт | Угорщина  | 6 – 1     | Італія  | товариський матч | 1    |          |
| 9-4-1911  | Сент-Уан | Франція   | 2 – 2     | Італія  | товариський матч | -    |          |
| 12-1-1913 | Сент-Уан | Франція   | 1 – 0     | Італія  | товариський матч | -    |          |
| Усього    |          | Матчів    | 4         |         | Голів            | 2    |          |

## Титули і досягнення
- Чемпіон Італії (1):

«Мілан»: 1906